# خوسيه زيبيدا
خوسيه زيبيدا (بالإنجليزية: Jose Zepeda)‏ مواليد 24 مارس 1989 في لونغ بيتش، هو ملاكم محترف أمريكي يصنف ضمن فئة الوزن الخفيف بدأ مسيرته الاحترافية سنة 2009.

## إحصائيات
خاض خلال مسيرته 27 نزالا، فاز في 25 ولم يتعادل وخسر في 1. فاز بالضربة القاضية في 20 نزالا.

## روابط خارجية
- خوسيه زيبيدا على موقع بوكس ريك (الإنجليزية) (registration required)